# Psilocephala albina
Psilocephala albina är en tvåvingeart som först beskrevs av Christian Rudolph Wilhelm Wiedemann 1819.  Psilocephala albina ingår i släktet Psilocephala och familjen stilettflugor. Inga underarter finns listade i Catalogue of Life.